# 작은 목소리
작은 목소리(Little Voice)는 1998년 개봉한 영국의 드라마 영화이다.
각본은 짐 카트라이트의 1992년 희곡 "The Rise and Fall of Little Voice"를 기반으로 한다.

## 줄거리
영국 요크셔 스카버러의 노동자 계층 가정에서 어머니와 함께 사는 내성적인 소녀 로라 호프는 '작은 목소리(리틀 보이스, Little Voice, LV)'라는 별명으로 불린다. 아버지의 죽음 후, 그녀는 침실에 숨어 유명 가수들의 목소리를 흉내 내며 현실을 도피한다. 그러던 중, 어머니의 남자친구인 삼류 매니저 레이 세이는 LV의 뛰어난 노래 실력을 발견하고 그녀를 스타로 만들 계획을 세운다.
레이는 클럽 주인 미스터 부와 함께 LV가 공연할 무대를 마련하지만, 극심한 무대 공포증으로 인해 그녀의 첫 공연은 실패로 끝난다. 레이는 LV에게 자신감을 주기 위해 밴드와 조명, 새 드레스 등을 준비하고, 그녀의 공연이 아버지에 대한 헌정이라고 설득하여 다시 무대에 세운다. 아버지의 환영을 보며 노래한 LV는 엄청난 성공을 거두지만, 단 한 번만 공연하기로 했던 약속을 지키기 위해 다음 날 공연을 거부한다.
레이와 어머니의 이기적인 본성이 드러나고, LV를 설득하려는 레이의 노력은 수포로 돌아간다. 클럽에서는 LV의 부재로 삼류 공연만 이어지고, 화가 난 레이는 무대에서 노래를 부르며 자신의 경력이 망가지는 것을 목격한다. 한편, 집의 전기 배선 문제로 화재가 발생하고, LV는 2층 방에 갇히지만 전화 수리공 빌리에게 구조된다. 어머니에게 방화범으로 몰리자, LV는 어머니를 향해 분노를 터뜨리며 자신의 이름은 '작은 목소리'가 아닌 로라라고 선언한다.
결국 어머니는 모두에게 버려지고, 레이는 빚쟁이들에게 쫓기며, 로라는 자신감을 찾게 된다.

## 출연

### 주연
- 브렌다 블레신

### 조연
- 제인 호록스
- 이완 맥그리거
- 필립 잭슨
- 아네트 배드랜드
- 마이클 케인
- 짐 브로드벤트

## 기타
- 원작자: 짐 카트라이트
- 공동제작: 로리 보그
- 미술: 돈 테일러
- 의상: 린디 헤밍
- 배역: 프리실라 존